# Sant Vicenç d'Obiols
L'església de Sant Vicenç d'Obiols és un temple preromànic situat a Obiols, a l'est del terme municipal d'Avià (Berguedà). S'alça sobre una plataforma de pedra sorrenca a la riba dreta del riu Llobregat. L'església i la necròpolis que l'envolta són l'element central en una petita esplanada que acull tres edificis més: la casa Obiols, la Rectoria i un paller. Tot el conjunt està construït directament sobre la roca natural.

## L'edifici
Actualment, Sant Vicenç d'Obiols és una església de nau única, amb capçalera trapezial, pràcticament rectangular, i un transsepte baix i poc desenvolupat que crea la percepció d'una capçalera triple. La seva nau està coberta per una encavallada de formigó que n'imita la prerromànica, de fusta. En canvi, la capçalera i els braços del transsepte es cobreixen amb voltes de pedra.
A l'exterior, l'edifici presenta un aspecte esvelt i uns volums nets, sense elements decoratius. L'aparell constructiu és irregular i varia sensiblement en cada zona de l'edifici, denotant diverses fases constructives: grans blocs de pedra ben escairats, carreuons de tosca i pedra sorrenca, i maçoneria de còdols i morter. A la façana de ponent hi ha un campanar d'espadanya de dos ulls, amb sengles campanes.
Quant als accessos, l'església compta amb dues portes d'entrada: un portal romànic amb arc de mig punt i guardapols a la façana occidental i un altre de modern a la meridional. A pocs centímetres del darrer es conserva, darrere d'un vidre, el muntant d'un accés més antic. Les finestres són de formes diverses: espitlleres d'una sola esqueixada a la capçalera i el braç sud del transsepte, rectangulars i de mig punt al mur meridional de la nau i cruciforme a la façana de ponent.
L'espai interior és igualment sobri i monumental, on destaquen els tres arcs de ferradura que donen accés a la capçalera i als braços del transsepte. Els arcs estan construïts amb dovelles regulars i compten amb impostes gruixudes que se sustenten sobre columnes. El disseny de les columnes és d'una gran senzillesa: els capitells són cilíndrics, decorats amb motllures i rematats per un àbac quadrat. Tanmateix, la columna meridional de l'arc triomfal és diferent de la resta. El seu capitell és troncocònic amb l'àbac quadrat i collarí, amb una decoració geometritzada a base de figures ametllades sobre tiges. Al mur oriental del braç sud del transsepte s'observen els vestigis d'un arc de ferradura cegat pel mur, més petit que la resta.
Al darrer tram de la nau i adossat a la façana occidental, es troba un cor de fusta elevat al qual s'hi accedeix per una escala de pedra. Des d'allà s'accedeix a les cordes de les campanes. L'espai sota el cor és clos per un mur de pedra i una porta, configurant la sagristia.

## La necròpoli

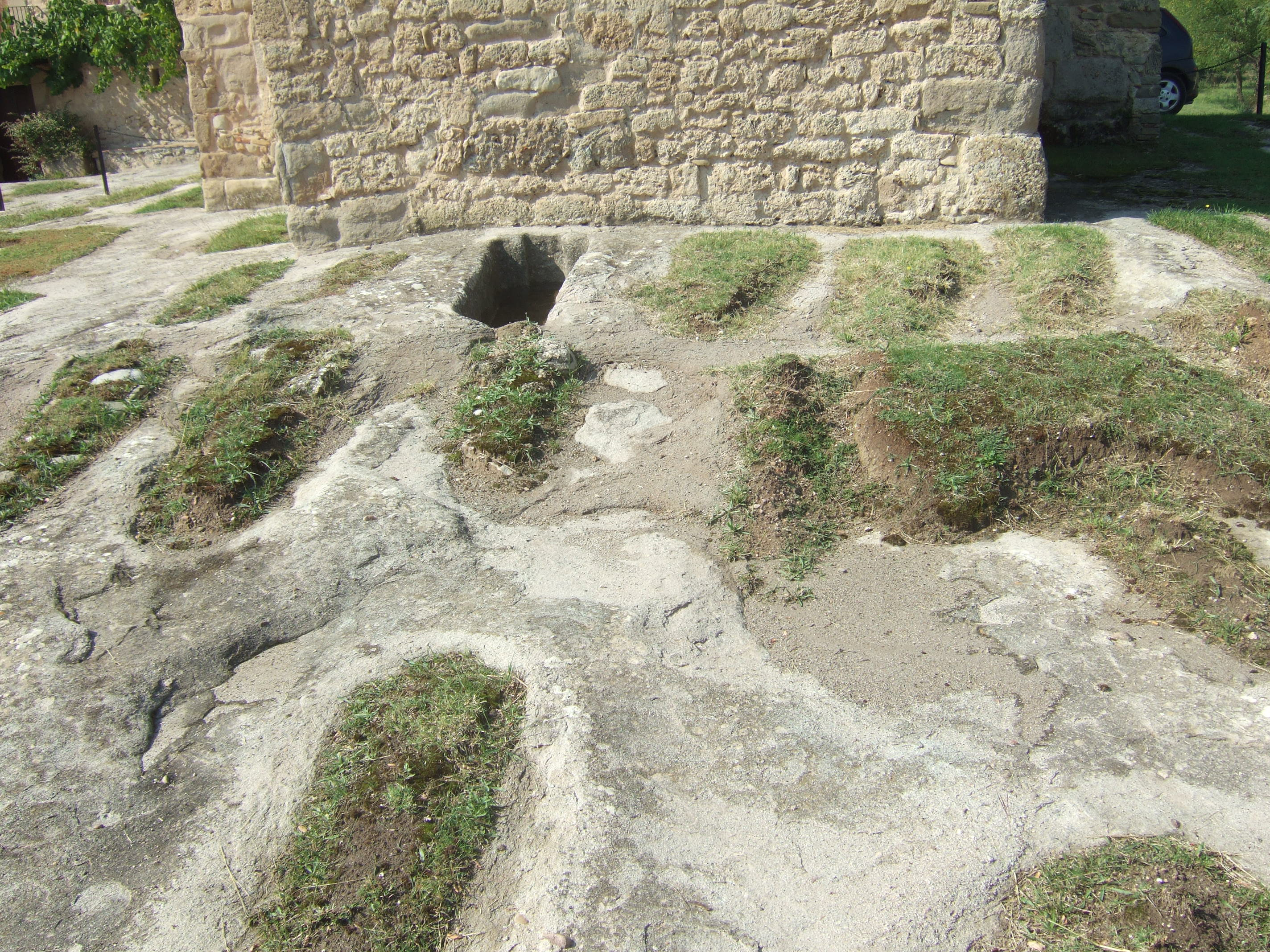
Tombes antropomorfes a Sant Vicenç d'Obiols, la majoria cobertes de terra.

Al voltant de l'església i especialment de la capçalera, es troba una extensa necròpoli de tombes excavades a la roca, totes elles orientades est-oest. Responen a diversos tipus: trapezials o de banyera i antropomorfes. Actualment, totes les sepultures es troben reblertes de terra, llevat d'una. L'única oberta, a tocar del mur oriental de la capçalera, és de tipus antropomorf, amb un encaix per al cap i les espatlles, i cos trapezial, més estret als peus. Una motllura n'envolta el perímetre, per tal d'ajustar les lloses que el tancaven.
Cal destacar també dues tombes de banyera situades davant la porta de la façana meridional, donat que en una d'elles es va trobar una moneda d'or del rei visigot Ègica (687-702), que es conserva al Museu d'Arqueologia de Catalunya.

## Història

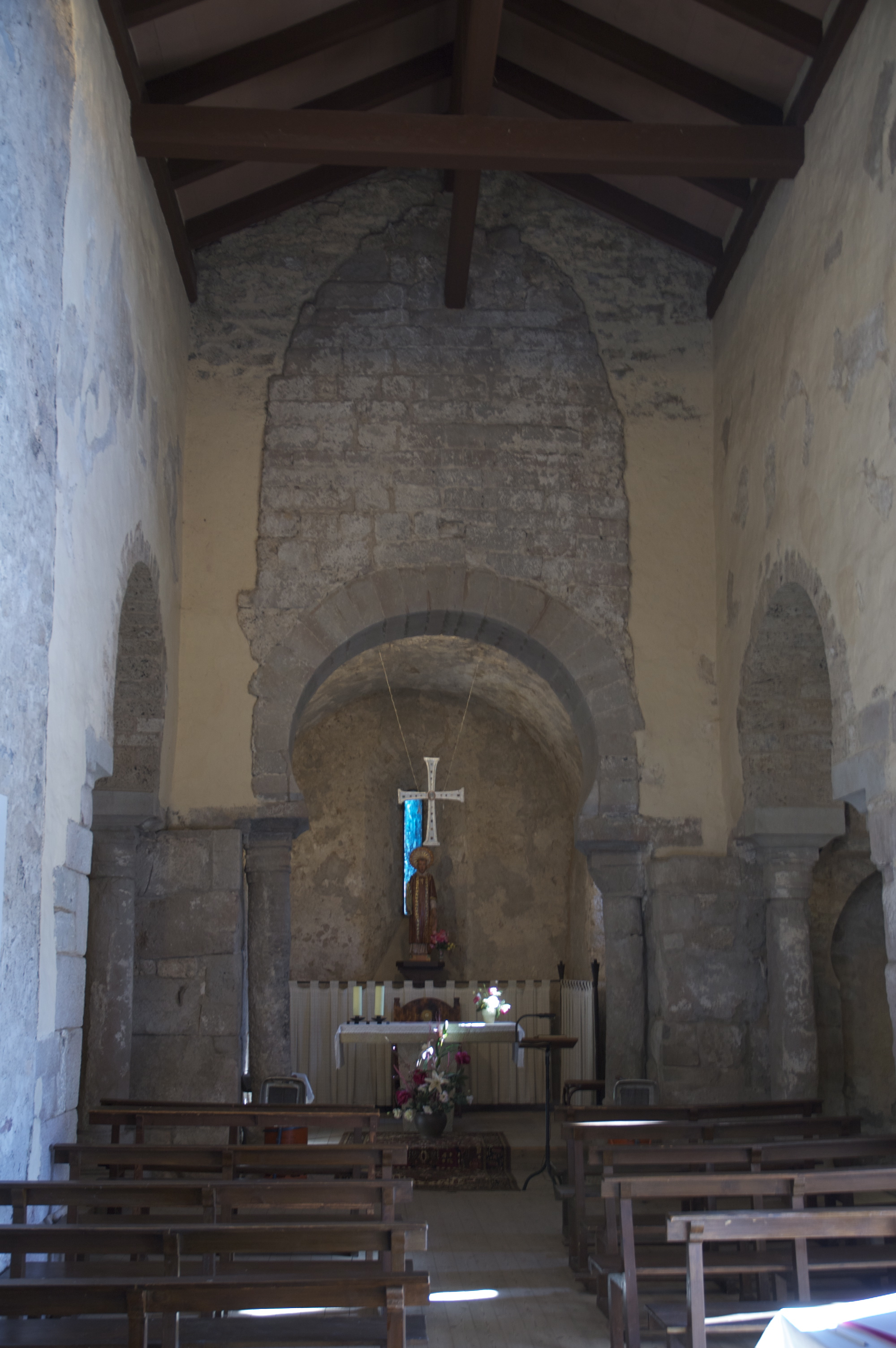
Sant Vicenç d'Obiols. Interior

### Època visigòtica
Alguns autors creuen que l'edifici conté estructures d'època visigòtica, que relacionen amb els grans carreus de pedra sorrenca que formen part dels murs dels braços del transsepte i de l'embocadura de l'arc triomfal. El primer d'ells va ser Camil Pallàs, arquitecte responsable de la seva restauració, que fins i tot considerava que l'edifici contenia restes paleocristianes. Les seves teories van ser seguides per Josep Maria Salrach i Vicenç Buron. Altres investigadors opinen que les estructures més antigues de l'església són visigòtiques, com ara Xavier Sitjes i Molins i Eduard Junyent i Subirà. En canvi, Xavier Barral i Altet defensa que el temple actual va ser construït al segle x, això sí, aprofitant material d'un edifici anterior. Núria de Dalmases i Antoni J. Pitarch no reconeixen restes visigòtiques en l'edifici, considerant-lo preromànic en el seu conjunt.

### Època medieval
Durant l'edat mitjana, l'església de Sant Vicenç d'Obiols es trobava en el territori de l'antic comtat de Berga i el bisbat d'Urgell, essent propietat del monestir de Santa Maria de Ripoll. Així és citada a l'acta de dotació de l'abadia de l'any 888, on es descriuen els límits del seu terme. Apareix també en l'acta de consagració de la veïna església de Sant Martí d'Avià del 907. En els següents anys, diversos documents confirmen la propietat del monestir de Ripoll sobre Sant Vicenç d'Obiols: un del comte Miró del 921 (segurament Miró II de Cerdanya), un precepte reial de Lluís IV d'Ultramar del 938, una butlla del papa Agapit II del 951, un precepte del rei Lotari del 982, i una altra butlla papal de Sergi IV del 1011, dirigida a l'abat Oliba.
Durant aquests segles, Sant Vicenç d'Obiols es configurà com un temple amb planta de creu, cobert per una encavallada de fusta. Al segle xiii, aquesta es va substituir per una volta de canó apuntada de pedra. Per tal de sostenir-la, es van haver d'engruixir els murs de la nau, alleugerits amb arcs formers apuntats.
Sant Vicenç d'Obiols va mantenir estatus de parròquia durant tota l'època medieval, com testimonien les visites pastorals del bisbe d'Urgell del 1312 i 1314.

### Època moderna
A finals del segle xvi, l'església havia de passar al recent creat bisbat de Solsona, amb motiu d'una concòrdia entre l'abat de Ripoll i el bisbe. Tanmanteix, la jurisdicció de l'església provocà un plet el 1753, que es resolgué amb una nova concòrdia en la qual Obiols es mantingué subordinada a Ripoll. L'any 1874, Sant Vicenç d'Obiols passà definitivament a formar part de la diòcesi de Solsona.
En aquesta època es van construir dues capelles, adossades a la nau, i una sagristia, adossada a la capçalera i al braç sud del transsepte. Aquests tres cossos van ser eliminats durant la restauració.

### La restauració de 1960-1962
L'església de Sant Vicenç d'Obiols va ser restaurada entre els anys 1960 i 1962, a càrrec de la Diputació de Barcelona. Les obres van ser dirigides per Camil Pallàs, arquitecte en cap del Servei de Conservació i Catalogació de Monuments. En elles, es va pretendre retornar a l'edifici el seu aspecte anterior al segle xi. Partint d'aquest criteri, es va decidir eliminar diverses estructures: la sagristia i les capelles modernes, a més de la volta de canó apuntada del segle xiii que cobria la nau i el regruix dels murs que la sostenia. També es van reconstruir alguns elements, com ara l'encavallada que cobria la nau, utilitzant formigó en lloc de fusta, els arcs de ferradura que donaven accés als braços del transsepte i les columnes occidentals d'aquests.
A banda de la restauració arquitectònica, es van excavar el subsòl de l'església i algunes tombes de la necròpolis. En una d'elles, es va trobar la moneda d'or del rei visigot Ègica abans esmentada. Es va decidir pavimentar el temple amb un empostissat de fusta per tal de preservar les restes arqueològiques i fer-les accessibles per al seu estudi.

## Tradició popular
Existeix una tradició popular que creu que l'església de Sant Vicenç d'Obiols era en origen una mesquita, construïda pels musulmans. Un historiador local de finals del segle xix volgué donar-li fonament històric, basant-se en una suposada etimologia àrab del mot "Albiols" (forma medieval d'Obiols), les característiques arquitectòniques de l'edifici i l'orientació de les tombes de la necròpolis.